# Simon Vroemen
Simon Frans Vroemen, född den 11 maj 1969 i Delft, Sydholland, är en nederländsk friidrottare som tävlar i hinderlöpning
Vroemen är 189 cm lång och väger 67 kg. Vid Europamästerskapen i bayerska München blev han tvåa i finalen över 3000 meter hinder. 
En än bättre prestation svarade Vroemen för den 26 augusti 2005 i Bryssel då han noterade ännu gällande europarekord med tiden 8.04,95. Denna tid är idag den främsta genom historien noterad av en löpare född utanför Afrika.
Bortsett från framgången vid EM har han haft svårt att lyckas vid internationella mästerskap. Vid Olympiska sommarspelen 2000 blev han tolva och 2004 slutade han sexa. Hans bästa resultat från ett världsmästerskap är en femte plats från VM 2005 i Helsingfors.